# Ulises Heureaux
Ulises Hilarión Heureaux Lebert (Puerto Plata, 21 de outubro de 1845 - Moca, 26 de julho de 1899), mais conhecido como Lilís, foi um militar e político dominicano, que foi presidente da República Dominicana nos períodos de 1882–1884, 1887–1889 e entre 1889 até ser assassinado em 1899. Heureaux governou como ditador entre 1887-1899 e levou o país á falência, este quadro levou a uma situação política precária do país e foi a causa principal da intervenção estadunidense de 1916 que aconteceu sequencialmente.